# Thamnobryum vorobjovii
Thamnobryum vorobjovii là một loài Rêu trong họ Neckeraceae. Loài này được (Lazarenko) Ochyra miêu tả khoa học đầu tiên năm 1988.